# 色威镇
色威镇，是中华人民共和国四川省甘孜藏族自治州新龙县下辖的一个乡镇级行政单位。撤销乐安乡、色威乡，设立色威镇，以原乐安乡和原色威乡所属行政区域为色威镇的行政区域，色威镇人民政府驻色威村1组14号。

## 行政区划
色威乡下辖以下地区：
寺庙村、俄色村、泽西村、益麦村、色威村、日热村、瓦日村、里物村、克日多村、来卡村、谷日村和打沙村。